# Rachelle Lefevre
Rachelle Marie Lefevre (Montreal, 1 februari 1979) is een Canadees actrice. Ze maakte in 1999 haar acteerdebuut in de Canadese televisieserie Big Wolf on Campus, waarin ze in 22 afleveringen Stacey Hanson speelde. Een jaar later was Lefevre voor het eerste op het witte doek te zien in het eveneens Canadese Stardom.

## Loopbaan
Sinds haar filmdebuut speelde Lefevre rollen in meer dan 25 films, meer dan 35 inclusief die in televisiefilms. Zo werd ze onder meer gecast als de moordzuchtige Victoria in Twilight uit 2008, de verfilming van het eerste deel van de gelijknamige boekenreeks van Stephenie Meyer. Hetzelfde personage mocht Lefevre een jaar later nog een keer gestalte geven in opvolger The Twilight Saga: New Moon. Ze keerde niet terug in Eclipse, de derde film in de Twilight-serie en werd vervangen door Bryce Dallas Howard.
Behalve in films is Lefevre te zien als wederkerend personage in verschillende televisieseries. Haar omvangrijkste rollen daarin zijn die als Stacey Hanson in Big Wolf on Campus, die als Lily in Life on a Stick en die als Heather in What About Brian. In 2013 werd ze gecast als Julia Shumway in de televisieserie Under The Dome, gebaseerd op het boek Gevangen van Stephen King.

## Televisieseries
*Exclusief eenmalige gastrollen
- Under the Dome - Julia Shumway (2013)
- A Gifted Man - Dr. Kate Sykora (2011-2012, veertien afleveringen)
- Off the Map - Dr. Ryan Clark (2011, dertien afleveringen)
- The Deep End - Katie Campbell (2010, twee afleveringen)
- The Summit - Leonie Adderly (2008, twee afleveringen)
- Swingtown - Melinda (2008, vijf afleveringen)
- The Summit - Leonie Adderly (2008, twee afleveringen)
- Boston Legal - Dana Strickland (2008, drie afleveringen)
- What About Brian - Heather (2006-2007, elf afleveringen)
- Four Kings - Lauren (2006, twee afleveringen)
- The Class - Sue (2006, twee afleveringen)
- Life on a Stick - Lily (2005, dertien afleveringen)
- Big Wolf on Campus - Stacey Hanson (1999, 22 afleveringen)